# Joseph Montoya
Joseph Manuel Montoya (Peña Blanca, Nuevo México; 24 de septiembre de 1915-Washington D. C.; 5 de junio de 1978) fue un político estadounidense miembro del Partido Demócrata. Montoya se desempeñó como vicegobernador de Nuevo México y representante y senador de los Estados Unidos. 

## Biografía
Montoya nació en Peña Blanca, Nuevo México. Sus padres, Thomas y Frances Montoya, eran católicos descendientes de pobladores españoles del siglo XVIII en Santa Fe de Nuevo México. Recibió su educación temprana en escuelas públicas en el condado de Sandoval y se graduó de Bernalillo High School en 1931. Continuó su educación en la Universidad Régis en Denver, Colorado. En 1934, comenzó a estudiar derecho en la Universidad de Georgetown en Washington D. C.
Montoya fue elegido para el Senado de Nuevo México en 1940, convirtiéndose una vez más en el miembro más joven de ese cuerpo jamás elegido. Para cuando dejó el senado en 1946, Montoya había sido reelegido dos veces para el senado del estado y ocupaba los cargos de líder mayoritario y presidente del comité judicial. De 1947 a 1957 fue elegido vicegobernador de Nuevo México tres veces y también sirvió dos mandatos adicionales en el senado estatal. y también sirvió dos mandatos adicionales en el Senado estatal.
En 1957, fue elegido miembro de la Cámara de Representantes de los Estados Unidos en una elección especial tras la repentina muerte del recientemente reelegido congresista de Nuevo México Antonio M. Fernández.
En 1963, se convirtió en miembro del Comité de Asignaciones de la Cámara de Representantes, donde fue un firme defensor de las medidas educativas y pronto fue autor de la ley de educación vocacional. En 1964, patrocinó la Ley de Áreas Salvajes, que protegía las áreas silvestres. Ganó las elecciones al Senado de 1964 para completar el mandato de Dennis Chávez, quien murió en el cargo. Así comenzó una carrera de doce años en el Senado, donde se desempeñó en el Comité de Apropiaciones, el Comité de Obras Públicas, el Comité Conjunto de Energía Atómica y el Comité Senatorial Watergate. En 1976, fue derrotado por el republicano Harrison Schmitt.

### Fallecimiento
Murió en Washington D. C. en 1978, a la edad de 62 años.